# アメリカ合衆国における銃乱射事件

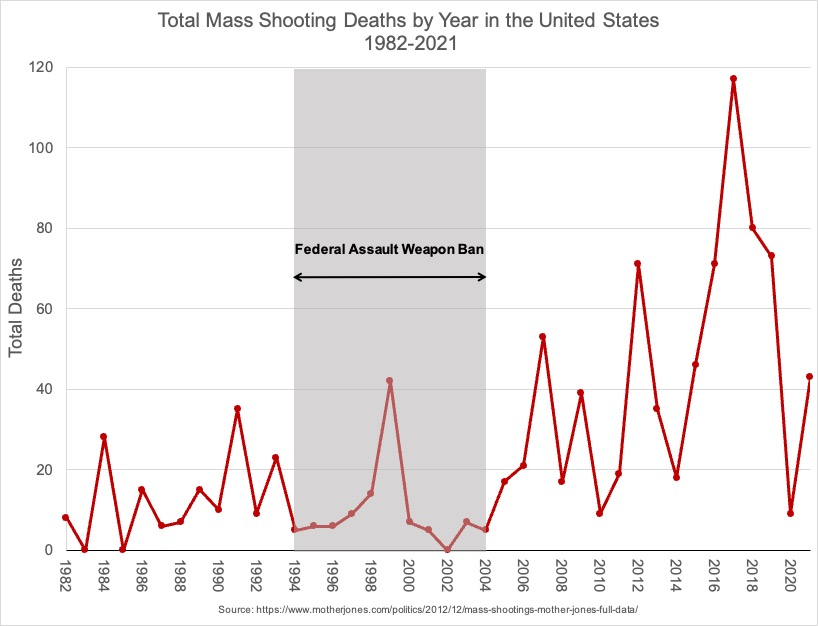
1982年から2021年までの米国の銃乱射事件における総死亡者数。網掛け部分はアサルトウェポン規制法が実施されていた期間。

アメリカ合衆国における銃乱射事件（アメリカがっしゅうこくにおけるじゅうらんしゃじけん、英: Mass shootings in the United States）とは、銃器に関連した暴力により複数の犠牲者が発生する事件である。正確な基準は議論されており、広く受け入れられた定義はない。犯罪組織による殺人、家庭内暴力、または組織的テロリズムを除いた暴力行為で、銃により犯人が少なくとも4人を殺害したものと定義した場合、ある研究では1966年から2012年の間に世界で起きた公共の場での銃乱射事件の3分の1近く（292件中90件）がアメリカ合衆国で起きていることがわかった。同様の定義を用いて、ワシントン・ポストは1967年から2019年6月の間に米国で163件の銃乱射事件を記録している。
米国は他のどの国よりも多くの銃乱射事件が発生している。犯人は一般的にその後自殺で死亡するか、法執行官によって拘束または殺害される。2000年から2016年にかけての米国における殺人事件の0.2%未満を大量射殺が占めている。

## 定義について
米国における「Mass shooting」の定義は定まっておらず、研究者によって定義は様々である。

### 負傷に基づく定義
- Gun Violence Archive：死者の数や動機に関係なく、ほぼ同じ時刻と場所で4人以上（加害者を除く）が撃たれた事件と定義[14][15][16]。ブレイディ・キャンペーン（Brady: United Against Gun Violence）も同様の定義を用いている[17]。

- Mass Shooting Tracker[18]：「4人以上が1回の乱射で撃たれた事件」と定義し、犯人または犯人の周囲の一般人を警察が射殺した場合も含み、犯人の動機や殺人の場所には関係ないとする[19][20]。

### 死亡者数に基づく定義
- 2013年1月に成立した「2012年暴力犯罪捜査支援法」：加害者を除く少なくとも3人の犠牲者の殺害。使用された武器は問わない[2][21][22][23]。

- Everytown for Gun Safety：犯人を除く4人以上が撃たれて死亡するあらゆる事件と定義[24]。

### 死亡者数と攻撃の性質に基づく定義
- 米国議会調査局（CRS）2015年報告書：「4人以上の犠牲者が、1つのイベント内で、近接した1つ以上の場所で銃器を使って殺害される複数の殺人事件」と定義[25]。

- マザー・ジョーンズの銃乱射事件のデータベース[注 1]：武装強盗やギャング暴力などの慣習的な動機による銃撃事件と、犯人が特定されていない銃撃事件を除き、公共の場での無差別乱射事件を「攻撃者によって4人以上の犠牲者が死亡する事件」と定義[26][27]。この定義は一般に米連邦捜査局（FBI）の数値と犯罪学者の用いるデータと一致している[26]。

- 2022年国立司法省研究所/The Violence Projectデータセット：公共の場での銃乱射事件を、「1回の出来事で少なくとも4人の犠牲者が銃器で殺された事件」と定義[28]。ただし他の基礎的な犯罪活動やありふれた状況（武装強盗、犯罪競争、保険詐欺、口論、三角関係）に起因しないものとする[28]。

銃乱射事件の定義は議論の対象になってきた。一部のコメンテーターは、街頭犯罪の犠牲者を除外する狭い定義に賛同している。オープンソースの銃乱射事件のデータベースを編集しているマザー・ジョーンズのマーク・フォルマンは、すべての犠牲者は重要であるが、他の多くの犯罪と、公共の場での銃乱射事件を区別しなければ、この複雑で成長しつつある問題を理解できないと主張した。ノースイースタン大学の犯罪学者ジェームズ・アラン・フォックスは、大衆紙における「銃乱射事件」の広い定義の使用に対し、それが読者に誤解を与えると論じた。
対照的に、犯人が無作為に発砲する公共の場での銃撃としてのみ「銃乱射事件」を定義することは狭すぎると主張する人もいる。例えば、マーク・ヘイは、ギャング、パーティー、家庭内暴力には無作為の銃乱射事件とは異なる解決法が必要であるが、狭く定義することは「米国における大規模な銃暴力の全容と周辺のコミュニティに対する影響について捉え、伝える」ことに失敗する、と主張している。

## 頻度と場所

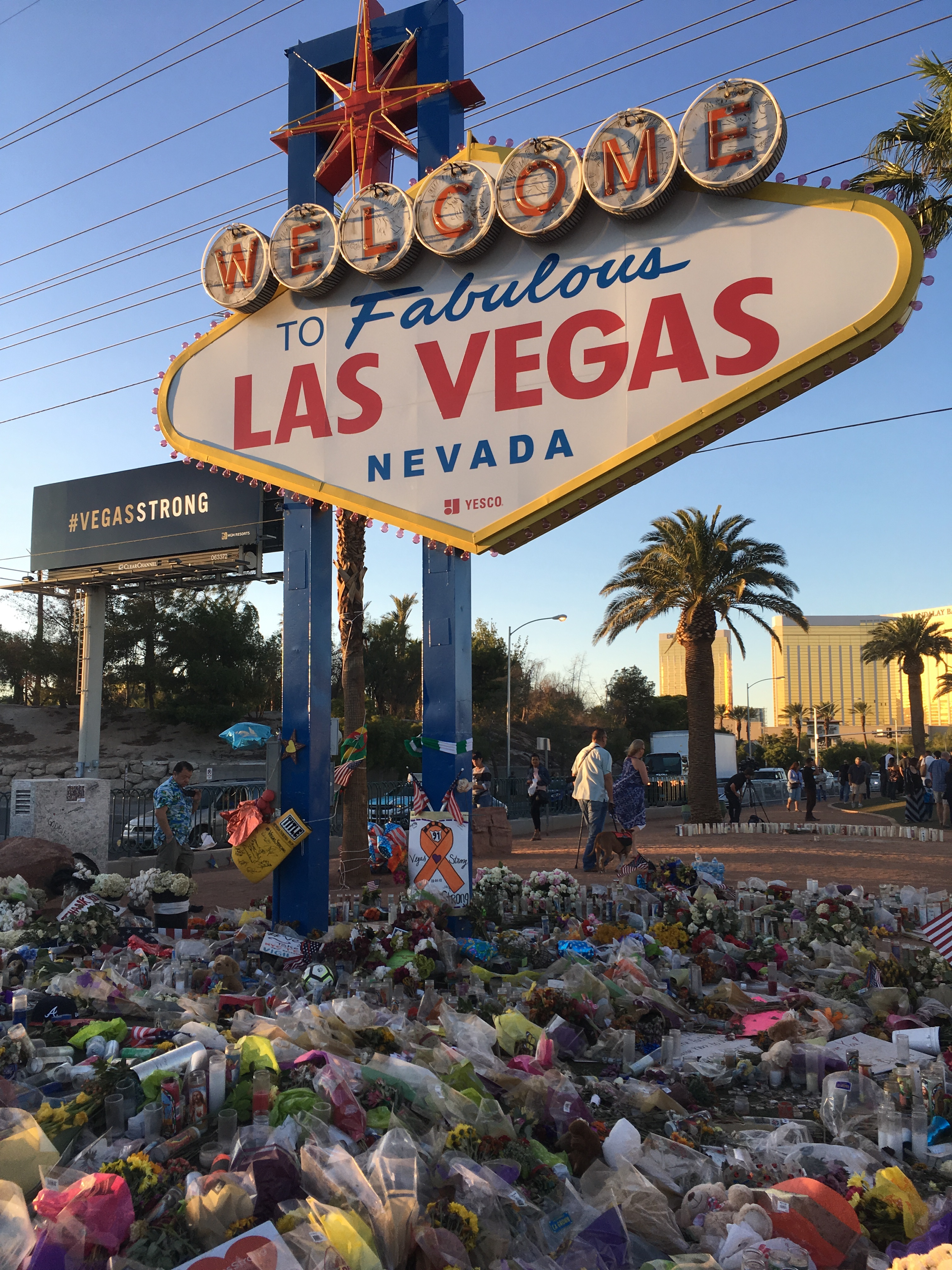
犯人を含む61人が死亡し、411人が負傷した2017年のラスベガス銃乱射事件後

### 頻度
カウントされる事件の数は、銃乱射事件の定義によって大きく異なる。
マザー・ジョーンズ：1982年から2011年の間、銃乱射事件はおよそ200日に1回の割合で発生していたが、2011年から2014年の間にその頻度は大きく加速し、少なくとも1件の銃乱射事件が米国で64日ごとに発生した。
Gun Violence Archive：2019年、417件の銃乱射事件があり、2020年は610件、2021年は692件であった。2022年6月中旬までに合計246件の銃乱射事件があり、これは週に11件の銃乱射事件を意味する。
国立司法研究所/The Violence Projectデータセット：1966年から2019年にかけて米国で172件の銃乱射事件があった。
Everytown for Gun Safety：2009年から2020年まで米国で毎年平均19件の銃乱射事件があり、銃撃によって947人が負傷し、1,363人が死亡した。
USAトゥデイ：銃器により故意に4人以上を殺害した事件をすべて追跡した結果、2006年から2017年までに271件の事件と合計1,358人の犠牲者を発見した。

### 場所
2014年、FBIは2000年から2013年にかけて米国で発生したアクティブシューター事件の調査を行った。同調査によると、45.6%がビジネスや商業の場で、16.9%が学校で、7.5%が高等教育機関で、9.4%が空き地で、6.9%が（非軍事）政府の敷地で、3.1%が軍事施設で、4.4%が自宅で、3.8%が礼拝所で、2.5%が医療環境で発生したことが判明した。
2021年、FBIは61件の銃乱射事件をアクティブシューター事件と指定した。移動するアクティブシューター、具体的には、1日または数日間にわたって様々な場所で銃撃を行う新たな傾向が見られた。

## 傾向

### 性別・人種
- Everytown for Gun Safetyによれば、ほぼすべての銃乱射事件において、犯人は単独で行動する成人男性であった[24]。
- FBIが2021年に指定したアクティブシューター61件のうち、60人が男性で、1人が女性であった[37]。
- ニューヨーク・タイムズ紙によれば、銃乱射犯のほぼ全員が男性で、最も一般的なのは白人男性である[38]。
- AP通信によれば、白人男性は米国の銃乱射犯のほぼ50%を占める[39]。
- Center for Inquiryによれば、家族に対する銃乱射（最も多い）は通常白人の中年男性によって実行される[40]。
- 重罪の銃乱射事件（以前の犯罪と関係がある）は、若い黒人またはヒスパニック系の男性で、多くの犯罪歴があり、通常、同じ民族の人々に対して行われる傾向がある[41]。
- ほとんどの分析や研究によれば、アメリカにおける銃乱射犯の白人の割合は、アメリカの一般人口における白人全体の割合よりわずかに少ない[42][43]。男性の銃乱射犯の割合は、一般人口における男性の割合よりもかなり大きい[43]。
- Journal of Forensic Sciencesは、2013年12月、アメリカとヨーロッパにおける119人の単独行動テロリストの社会人口統計学的ネットワーク特性と先行行動の調査を発表し、96.6%が男性であることを報告した[44]。

### 攻撃の態様その他
- 単独行動者の攻撃はほとんど突然か衝動的ではなく、単独行動者の攻撃に先行する幅広い活動と経験があること、すべてではないが多くの単独行動者が社会的に孤立していたこと、単独行動者は定期的に広い圧力団体、社会運動、またはテロ組織と検出可能で観察可能な範囲の活動に従事していたことが分かった[45]。
- Everytown for Gun Safety：銃乱射事件の32%、すなわち92人の犯人は自殺し、さらに24人の犯人は駆けつけた警察官によって殺された。残りの145人の銃乱射犯は法執行機関に身柄を拘束されたが、23人の結果や身元は不明のままである[24]。

- 2014年のFBIのデータでは、96件（60%）が警察が到着する前に終了し、64件（40%）で犯人が自殺した[36]。
- 2021年のFBIのデータでは、61件の銃乱射事件のうち30人が警察当局に逮捕され、14人が警察当局に殺され、4人が武装した市民に殺され、1人が警察当局の追跡中の事故死、11人が自殺し、1人が逃走中である[37]。
- 対象者のかなりのサブセットが警官か自殺によって死ぬチャンスを最大限にする準備をしていた[46][47]。

- バイオレンス・プロジェクトによる調査によると、1件が発生すると、別の件が続く可能性が高い[48]。

- 性別以外では、公共の銃乱射犯の人口統計学的特徴は、確固とした結論を出すにはあまりにも多様である[40]。
- 学校での銃乱射事件の 80%において、犯人は家族から武器を入手しており、職場での銃乱射事件は合法的に所有する拳銃を使う傾向にあり、その他の公共での銃乱射事件は違法に銃器を入手する傾向があった[49]。

## 寄与する要因

### 銃への高いアクセス
銃へのアクセスや所有率が高いことが、米国の銃乱射事件の発生率が高い理由として挙げられている。米国は100人当たりの銃器保有数が120.5丁と世界で最も多く、2番目に多いのは100人当たりの銃器保有数が52.8丁のイエメンである。
2015年にPLOS Oneで発表された研究：2005年から2013年までの米国における銃乱射事件（および1998年から2013年までの米国における学校での銃乱射）を調査。「銃器所有の普及している州では、銃器による大量殺人、学校での銃乱射事件、銃乱射事件の発生率と有意に関連している」。
ブリティッシュ・メディカル・ジャーナルに掲載された2019年の研究：1998年から2015年までの米国の州の横断的時系列研究により、「銃所有に関して寛容な州では銃乱射事件の率が高く、制限的な州と寛容な州との格差は拡大し続けているように見える」。
Law and Human Behavior誌に掲載された2020年の研究：1976年から2018年までの米国における州の銃の法律と銃乱射事件の発生率と致死率の関係を調査。「銃の購入許可を必要とする法律は、公共の場での銃乱射事件の発生率が低いことと関連しており、大容量弾倉の禁止はそのような事件が発生しても死亡者と非致死的負傷者が少ないことと関連している」。

### 精神衛生と自殺
精神衛生と法執行の専門家のパネルは、1990年代以降の大量暴力行為（4人以上が殺された犯罪と定義）のおよそ3分の1が「深刻な精神疾患」（SMI）を持つ人々によって行われたと推定している。しかしながら、研究はSMIを持つ人々が関与したのは、米国で生じたすべての暴力事件の4%未満に過ぎないことを強調している。米国精神医学会（APA）は銃暴力が公衆衛生上の危機であるとし、精神疾患を持つ人々の圧倒的大多数は暴力的ではなく、暴力の実行犯よりも暴力犯罪の被害者になる可能性がはるかに高いことを繰り返し言及してきた。APAは暴力行為を起こす危険性が高い人から銃の入手先を排除するレッドフラッグ法に賛成している。
さらに2021年2月、Psychological Medicineは1900年から2019年の間に公に報告された14,785件の殺人を検討した調査を発表した。その結果、個人的な動機による大量殺人1,315件のうち、大量殺人犯の11%、銃乱射犯の8%だけがSMIを抱えていたことがわかった。また、1970年以降、銃乱射事件は他の形態の大量殺人よりも多くなっていること（73%が米国だけで発生している）、そして米国の銃乱射犯は法的前歴を持ち、娯楽的薬物使用やアルコール依存に従事し、非精神医学的または神経学的症状を示す傾向が強い、などが判明した。
2018年、FBI行動分析ユニットは、2000年から2013年までの63件の活アクティブシューター事件の調査を発表し、活動的な射手の62%が精神疾患の症状を示したが、それらの症状は「精神疾患の正式な診断を受けるには十分ではない行動や気分の一過性の現れ」だった可能性があり、調査対象の活動的な射手のわずか1/4に何らかの精神健康障害の正式診断（3件のみ精神疾患も）を受けていたと述べている。この調査は、米国人口の精神疾患の症状の高い生涯有病率を考慮すると、「正式に診断された精神疾患は、標的型暴力はもちろん、あらゆる種類の暴力の非常に特異な予測因子ではない」と結論付けている。
2022年5月にPsychology, Public Policy, and Law誌は、172人の大量殺人者の調査を発表し、精神疾患症状は銃乱射事件の69%では要因とならなかったとした。
2004年、米国シークレットサービスと米国教育省は、米国における41件の学校銃乱射事件を分析し、銃乱射犯の78パーセントが自殺念慮や自殺未遂の経歴を持っていたことを明らかにした。
2021年12月、Journal of Threat Assessment and Managementは、1966年から2019年までの米国における171人の公開大量殺人犯と63人のアクティブシューター（The Violence Projectのデータベースでまとめられた事例を使用）と一般集団、殺人犯罪者、自殺で死亡した人たちを比較する研究を発表した。一般人口と比較すると、銃乱射犯は、失業中であること、未婚であること、精神衛生問題の既往があること、生涯思考障害があること、生涯自殺念慮が大きいことが多かった。また、一般殺人犯と比較して、銃乱射犯は4倍多く計画的に殺人を行い、8倍多く他人を殺し、親しい関係を持たないことが多く、直接または警官による自殺が多かった。自殺した人々と比較して、銃乱射犯は実際に自殺念慮の履歴を持つ可能性が高く、行為を計画的に行う可能性がわずかに高かった。しかしながら研究者たちは、正式な精神衛生障害の診断の既往は、加害者となるよりもむしろ暴力の被害者となることの予測因子であったと強調している。計画性と生涯自殺念慮における類似性に基づいて、ジェームズ・デンスリーは「これらの大量殺人の多くは怒って自殺をする」と主張している。
ジリアン・ピーターソンらは、JAMA Network Openに掲載された横断的研究で、1996年から2019年までの銃乱射事件の加害者170人を調査し、銃乱射犯の44.3%が行為を行う前に計画を漏らしていたことを見出し、「計画を漏らしていたこととカウンセリングを受けていることや自殺傾向性には関連があり、それは行為前の加害者の助けを求める叫びとして最も特徴づけられるかもしれない」とし、計画を漏らしたときこそが、メンタルヘルスへの介入によって銃暴力を予防するための決定的瞬間であると述べた。

### 社会文化的要因と加害者特性
精神科医のポール・S・アペルバウムは、銃乱射事件のデータが示すのは「深刻な精神疾患を強調するよりも、人生における出来事への対処の難しさのほうが、（銃乱射事件の）予防や政策の焦点として有用であるように思われる」と主張した。一方精神科医のロナルド・W・パイズは精神病理を精神、行動、感情の障害の三階調連続として理解する必要があるとし、ほとんどの銃乱射犯は「永続性感情障害」の中間カテゴリーに入ることを示唆した。
2015年に精神科医のジェームズ・L・ノールとジョージ・D・アナスは、SMIを持つ加害者によって行われた銃乱射事件が銃関連の殺人全体の1%未満であること（そして米国における銃による死のほとんどが殺人ではなく自殺であること）を考慮すると、大量殺人に続くほとんどのメディアの関心が精神衛生に向かう傾向は、社会文化的要因が比較的見落とされていることにつながるとした。その代わりに、ノールとアナスは、銃乱射犯の個人史におけるナルシシズムと社会的拒絶に関する社会心理学者ジーン・トウェンジとW・キース・キャンベルによる研究、また認知科学者スティーブン・ピンカーのThe Better Angels of Our Nature（2011）における人間の暴力におけるさらなる削減は人間のナルシシズムを減らすことに依存するかもしれないという提案を挙げた。
心理学者ジリアン・ピーターソンはジェイムズ・デンスリーと共同で、国立司法研究所が資金提供するプロジェクトであるバイオレンス・プロジェクトを設立し、約150人の銃乱射犯を研究しそれぞれについて50の生活史変数をコード化した。彼らのデータは、ほとんどすべての銃乱射犯が4つの共通した性質を持っていたことを示唆している。(1)共通して幼児期のトラウマと暴力への曝露を経験していた、(2)特定の不満に関連した「銃撃に至るまでの数週間ないし数ヶ月の間に識別可能な危機点に達していた」、(3)過去の銃撃を研究しており、多くはインターネットを通じて過激化されていた、そして(4)計画を実行するための手段（銃器）を入手していた。
The Violence Projectの包括的な銃乱射事件データベースは、銃乱射犯が権利意識を共有し、人生の目標を達成できなかったときにスケープゴートを求めること、憎悪を動機とし名声を求める銃乱射事件が2015年から増加したことも示していた。
Injury Epidemiology誌の2021年の論文によれば、2014年から2019年にかけて、米国における銃乱射事件の59.1%が家庭内暴力（DV）に関連しており、銃乱射事件の68.2%で犯人は家族を殺したかDV歴があった。
銃乱射事件の流行に寄与する他の仮定された要因は、加害者が認識された学校や職場でのいじめに対して復讐しようとする欲求、人々の自分に対する期待と彼らの実際の達成との間の広く慢性的なギャップ、加害者の名声と悪評への欲求、不完全なデータベース及び／又は職員不足による政府のバックグラウンドチェックの失敗等を含んでいる。
銃乱射事件の伝染（「模倣現象」）が研究されている。2015年にPLOS Oneに発表された研究は、2005年から2013年までの米国における銃乱射事件（および1998年から2013年までの米国におけるスクールシューティング）を調査した。研究著者らは、「銃器が関与する大量殺人が、直前の類似の出来事によって扇動されるという重要な証拠」を見出し、次のように結論づけた。「平均して、この一時的な確率の上昇は13日間続き、各事件が少なくとも0.30件の新たな事件を誘発する（p = 0.0015）。我々はまた、学校での銃乱射事件における伝染の有意な証拠を発見し、それに対して事件は平均13日間伝染し、少なくとも平均0.22の新しい事件を誘発する（p = 0.0001）」。
イギリスの犯罪学者ピーター・スクワイアーズは、ヨーロッパやアメリカにおける銃乱射犯は「地域社会や学校、家族を攻撃する、あまり社会的支援を受けない一匹狼である傾向がある」と主張している。活動家のハリエット・フラッドと経済学者のリチャード・D・ウルフは、「アメリカの超資本主義」が銃乱射犯となるアメリカの男性の孤独と社会的疎外を助長している、と論じている。

## 使用された武器
半自動拳銃、半自動小銃、リボルバー、散弾銃を含むいくつかの種類の銃が米国での銃乱射事件に使用されてきた。2022年の国立司法研究所/The Violence Projectデータセットによって米国での大量公共銃乱射事件（4人以上の犠牲者が死亡）として分類された1966年から2019年の172事件のうち、犯人は77.2%の事件で拳銃、25.1%の事件でアサルトライフルを使用した。James Alan Fox and Emma E.の先の2016年の研究でも、同様に「ほとんどの銃乱射犯が選択した武器は、むしろ半自動拳銃である」と結論づけている。Fridelも同様に「半自動式ライフルなどのアサルトウェポンよりもむしろ、半自動拳銃がほとんどの銃乱射犯が選択する武器である」と結論付けている。1966年から2019年にかけて、米国における銃乱射犯の約77%が攻撃で使用した銃器を合法的に入手していた。米国での銃による事件全体のうち、半自動小銃の使用はわずか1%であるが、銃乱射事件に限るとその25%で使用されており、（2018年現在）最も死者の多い10件の銃乱射事件のうち6件で使用されている。

## 影響について

### 政治的なもの
2017年に最初に発表された（そして2019年に印刷された）British Journal of Political Science誌の研究では、米国における大規模な公共の銃撃事件への接近の増加が、より厳しい銃規制法への支持における統計的に有意かつ「実質的に意味のある」増加と関連していたことが示された。この研究はまた、事件が繰り返されること、その規模、および頻度によって、銃暴力が際立ち、銃規制に対する支持が増加することを示した。しかしこの研究は、銃規制への支持または反対への最も強力な影響は、「地元の文化に関連する要因」つまりは農村部の保守的で銃が多い地域か、銃器店がほとんどないリベラル地域かによることを見出した。先のパネル分析を拡張した2019年の別の再現研究では、銃乱射事件が銃規制に対する態度に「有意または実質的に意味のある主たる効果」を引き起こしたという証拠は見つからなかった。しかしこの研究は、銃乱射事件が「党派性を条件とした偏向効果を有する」という証拠を発見した。銃乱射事件の近くに住んでいる民主党員は、銃規制の制限をより支持するようになる傾向があるが、一方で共和党員の態度は反対方向にシフトするという。著者らは「銃乱射事件が世論に与える影響とは、合意形成というよりも偏向的である」と結論付けた。
2006年から2018年までの学校銃乱射事件のデータを用いたAmerican Political Science Reviewに掲載された2020年の研究は、事件は「米国における選挙結果にほとんど影響を及ぼさない」と結論づけたが、同じ雑誌に掲載された2021年の研究は、より広い期間（1980年から2016年）をカバーして、民主党の投票率が無差別学校銃乱射事件を経験した郡で平均5%ポイント近く増加したことが分かった。両研究では投票率は増加しなかった。
PNASに掲載された2021年の研究は、「銃乱射事件は個人の感情に強い影響を与えるが、その影響は政治化され、事件が発生した町や都市内に住む個人に限られ、事件から1週間以内に薄れる」と結論付けた。著者らは、この現象が米国における銃乱射事件が意味のある政策改革努力につながらない理由を説明しうるとした。

### 公衆衛生
2015年にオンラインで最初に発表され、その後2017年1月にTrauma, Violence, & Abuse誌に掲載されたレビュー論文は、「銃乱射事件は、生存者と影響を受けたコミュニティのメンバーにおける様々な有害な心理的結果と関連」し、「間接的にさらされた集団に対する銃乱射事件の心理的影響」はあまり理解されていないが、「そうした出来事が少なくとも恐怖の短期的増大と安全感の減少につながるという証拠はある」と結論付けた。有害な心理的結果に対する危険因子として、とりわけ、女性であること、攻撃への近接性、被害者との知人関係、感情調節の難しさ、社会の支援の少なさなどが挙げられた。

## 1949年以降の重大な銃乱射事件
以下は、1949年以降米国において加害者を除き10人以上の死者数の出した銃乱射事件の一覧である。
 発生当時、過去最多となった銃乱射事件
 乱射犯が死亡・負傷したケース（犠牲者数・負傷者数には含んでいない）
| 事件                                               | 年   | 場所                                  | 犠牲者数 | 負傷者数 | 使用された銃器 | 出典                    |
| -------------------------------------------------- | ---- | ------------------------------------- | -------- | -------- | --- | ----------------------- |
| 2017年ラスベガス・ストリップ銃乱射事件             | 2017 | ネバダ州 パラダイス                   | 60 ·     | 867      | セミオートマチックライフル（一部バンプファイア使用）、ボルトアクションライフル・リボルバー                             | [ 93 ] [ 94 ] [ 95 ]    |
| オーランド銃乱射事件                               | 2016 | フロリダ州 オーランド                 | 49 ·     | 58       | セミオートマチックライフル・ピストル                                                                                   | [ 93 ] [ 94 ]           |
| バージニア工科大学銃乱射事件                       | 2007 | バージニア州 ブラックスバーグ         | 32 ·     | 23       | セミオートマチックピストル                                                                                             | [ 93 ]                  |
| サンディフック小学校銃乱射事件                     | 2012 | コネチカット州 ニュータウン           | 27 ·     | 2        | セミオートマチックライフル、ボルトアクションライフル、ピストル                                                         | [ 93 ]                  |
| サザーランド・スプリングス銃乱射事件               | 2017 | テキサス州 サザーランド・スプリングス | 26 ·     | 22       | セミオートマチックライフル                                                                                             | [ 94 ] [ 96 ]           |
| ルビーズ銃乱射事件                                 | 1991 | テキサス州 キリーン                   | 23 ·     | 27       | セミオートマチックピストル                                                                                             | [ 93 ]                  |
| エルパソ銃乱射事件                                 | 2019 | テキサス州 エルパソ                   | 23       | 23       | セミオートマチックライフル                                                                                             | [ 97 ] [ 98 ] [ 99 ]    |
| サン・イシドロ・マクドナルド銃乱射事件             | 1984 | カリフォルニア州 サンディエゴ         | 21 ·     | 19       | セミオートマチックカービン、ピストル、散弾銃                                                                           | [ 93 ]                  |
| ロブ小学校銃乱射事件                               | 2022 | テキサス州 ユバルディ                 | 21 ·     | 18       | セミオートマチックライフル                                                                                             | [ 100 ] [ 101 ]         |
| ルイストン銃乱射事件 (2023年)                      | 2023 | メイン州 ルイストン                   | 18 ·     | 13       | セミオートマチックライフル                                                                                             | [ 102 ]                 |
| テキサスタワー乱射事件                             | 1966 | テキサス州 オースティン               | 17 ·     | 31       | ボルトアクションライフル、セミオートマチックカービン、リボルバー、セミオートマチックピストル、ポンプアクション式散弾銃 | [ 93 ]                  |
| マージョリー・ストーンマン・ダグラス高校銃乱射事件 | 2018 | フロリダ州 パークランド               | 17       | 17       | セミオートマチックライフル                                                                                             | [ 103 ]                 |
| フォート・フッド銃乱射事件                         | 2009 | テキサス州 キリーン                   | 14       | 32 ·     | セミオートマチックピストル、リボルバー                                                                                 | [ 104 ] [ 105 ]         |
| サンバーナーディーノ銃乱射事件                     | 2015 | カリフォルニア州 サンバーナーディーノ | 14 · ×2  | 24       | セミオートマチックライフル                                                                                             | [ 93 ] [ 94 ]           |
| エドモンド郵便局銃乱射事件                         | 1986 | オクラホマ州 エドモンド               | 14 ·     | 6        | セミオートマチックピストル                                                                                             | [ 93 ]                  |
| コロンバイン高校銃乱射事件                         | 1999 | コロラド州 コロンバイン               | 13 · ×2  | 24       | セミオートマティックカービン、セミオートマチックピストル、ショットガン                                                 | [ 106 ]                 |
| ビンガムトン銃乱射事件                             | 2009 | ニューヨーク州 ビンガムトン           | 13 ·     | 4        | セミオートマチックピストル                                                                                             | [ 107 ]                 |
| カムデン「死の散歩」事件                           | 1949 | ニュージャージー州 カムデン           | 13       | 3        | セミオートマチックピストル                                                                                             | [ 108 ] [ 109 ]         |
| ウィルクスバリ銃乱射事件                           | 1982 | ペンシルベニア州 ウィルクスバリ       | 13       | 1        | セミオートマチックライフル                                                                                             | [ 110 ] [ 111 ] [ 112 ] |
| シアトル賭博場銃乱射事件                           | 1983 | ワシントン州 シアトル                 | 13       | 1        | セミオートマチックピストルまたはリボルバー                                                                             | [ 113 ]                 |
| オーロラ銃乱射事件                                 | 2012 | コロラド州 オーロラ                   | 12       | 70       | セミオートマチックライフル、ピストル、ショットガン                                                                     | [ 114 ] [ 94 ] [ 115 ]  |
| サウザンドオークス銃乱射事件                       | 2018 | カリフォルニア州 サウザンドオークス   | 12 ·     | 16       | セミオートマチックピストル                                                                                             | [ 116 ] [ 117 ]         |
| ワシントン海軍工廠銃撃事件                         | 2013 | ワシントンD.C.                        | 12 ·     | 8        | セミオートマチックピストル、ショットガン                                                                               | [ 118 ] [ 119 ]         |
| バージニアビーチ銃乱射事件                         | 2019 | バージニア州 バージニアビーチ         | 12 ·     | 4        | セミオートマチックピストル                                                                                             | [ 120 ]                 |
| ピッツバーグ礼拝所銃乱射事件                       | 2018 | ペンシルベニア州 ピッツバーグ         | 11       | 6 ·      | セミオートマチックライフル・ピストル                                                                                   | [ 121 ]                 |
| イースター大量殺人事件                             | 1975 | オハイオ州 ハミルトン                 | 11       | 0        | セミオートマチックピストル、リボルバー                                                                                 | [ 122 ]                 |
| サンタフェ高校銃乱射事件                           | 2018 | テキサス州 サンタ・フェ               | 10       | 13 ·     | ショットガン、リボルバー                                                                                               | [ 123 ]                 |
| ジェニーバ銃乱射事件                               | 2009 | アラバマ州 ジェニーバ郡               | 10 ·     | 6        | セミオートマチックライフル、リボルバー、ショットガン                                                                   | [ 124 ] [ 125 ]         |
| 2022年バッファロー銃乱射事件                       | 2022 | ニューヨーク州 バッファロー           | 10       | 3        | セミオートマチックライフル                                                                                             | [ 126 ]                 |
| ボルダー銃乱射事件                                 | 2021 | コロラド州 ボルダー                   | 10       | 1 ·      | セミオートマチックピストル                                                                                             | [ 127 ] [ 128 ]         |
| パームサンデー銃乱射事件                           | 1984 | ニューヨーク州 ニューヨーク           | 10       | 0        | セミオートマチックピストル                                                                                             | [ 129 ]                 |